# Verkennend comité
Een verkennend comité (Engels: exploratory committee) is, in de Amerikaanse politiek, een organisatie met als doel te bepalen of een kandidaat zou moeten deelnemen aan (voor-)verkiezingen voor een politieke functie, bijvoorbeeld die van President van de Verenigde Staten.
Onder deze organisatievorm mag een kandidaat fondsen werven zonder aan de strikte regels te voldoen die gelden voor officiële kandidaten. Een verkennend comité moet wel aangemeld zijn bij de Federale Verkiezingscommissie (Federal Election Committee) die toezicht houdt op campagne-financiering.